# الزباره
الزباره (به عربی: الزبارة) قلعه ای مخروبه و باستانی در شهرداری الشمال در کشور قطر واقع شده‌است. جمعیت این شهر ۱٬۰۰۹ نفر است. این قلعه در سال ۲۰۱۳ در فهرست میراث جهانی یونسکو قرار گرفت.